# هاید، بدفوردشر
هاید (به انگلیسی: Hyde) یک روستا و محله مدنی در بریتانیا است که در Central Bedfordshire واقع شده‌است. هاید ۳۸۰ نفر جمعیت دارد.